# Kaniutino (przystanek kolejowy)
Kaniutino (ros. Канютино) – przystanek kolejowy w miejscowości Kaniutino, w rejonie chołmskim, w obwodzie smoleńskim, w Rosji. Położony jest na linii Durowo – Władimirskij Tupik.
Dawniej stacja kolejowa. Istniała przed II wojną światową. Zdegradowana do roli przystanku w XXI w.